# Conistra perspicua
Conistra perspicua là một loài bướm đêm trong họ Noctuidae.